# Journaliste en danger
«Journaliste en danger» (JED) (укр. Журналісти в небезпеці) — незалежна неупереджена некомерційна організація, заснована 20 листопада 1998 року в Кіншасі, Демократична Республіка Конго, з ініціативи групи конголезьких журналістів для захисту та сприяння свободі преси в цій країні.

## Історія
JED була заснована через занепокоєння тим, що свобода преси порушується, а журналісти стають жертвами несправедливого правосуддя. JED не є асоціацією, призначеною виключно для журналістів, а радше повністю незалежною та відкритою структурою для всіх, хто відчуває своє покликання захищати та просувати своє право інформувати та бути поінформованим вільно, без жодних обмежень.
З травня 2003 року JED працює у восьми інших країнах Центральної Африки: Бурунді, Камеруні, Республіка Конго, Габоні, Екваторіальній Гвінеї, Центральноафриканській Республіці, Руанді та Чаді.
JED є членом Міжнародної асоціації із захисту свободи слова, глобальної мережі неурядових організацій, яка здійснює моніторинг свободи слова в усьому світі та захищає журналістів, письменників, інтернет-користувачів та інших осіб, які зазнають переслідувань за реалізацію свого права на свободу вираження поглядів.

## Нагороди
- Премія Германа Кестена (2005)
- Премія за свободу преси RSF/Maison de France (2006)